# Enrique Eguía Seguí
Enrique Eguía Seguí (Buenos Aires, Argentina, 9 de dezembro de 1962) é um clérigo católico romano argentino, atual prelado de Deán Funes, e anteriormente bispo auxiliar de Buenos Aires.

## Biografia
Enrique Eguía Seguí fez os estudos eclesiásticos no seminário de Buenos Aires. Recebeu o sacramento da ordem em 3 de dezembro de 1988.
Após a ordenação, foi vice-pároco e pároco em diversas paróquias da Arquidiocese e Diretor do Departamento Arquidiocesano das Escolas Paroquiais. Até sua nomeação, era Pároco de “Nuestra Señora de la Esperanza”, membro do Conselho Presbiteral, Diretor Executivo do Vicariato Episcopal para a Pastoral e Chefe da Comissão Arquidiocesana para a Formação Permanente do Clero. Também foi colaborador da Conferência Episcopal Argentina nos cursos de formação de clérigos e no Secretariado.
Em 4 de setembro de 2008, o Papa Bento XVI o nomeou bispo titular de Cissi e bispo auxiliar de Buenos Aires. O Arcebispo de Buenos Aires, Jorge Mario Cardeal Bergoglio, S.J., doou-lhe a ordenação episcopal em 11 de outubro do mesmo ano, na Catedral de Buenos Aires; os co-consagradores foram o bispo auxiliar de Buenos Aires, Óscar Vicente Ojea Quintana, e o bispo de Rafaela, Carlos María Franzini.
Mons. Eguía foi Vigário Episcopal do Vicariato de Belgrano e da Área Central, Vigário Episcopal da Pastoral, Pró-Vigário Geral e Vigário Geral. Na Conferência Episcopal Argentina foi Secretário por dois mandatos (2008-2014).
 

Aos 28 de outubro de 2023, o Papa Francisco o nomeou como Prelado de Deán Funes. Sua instalação ocorreu em 17 de dezembro.